# Metate Arch

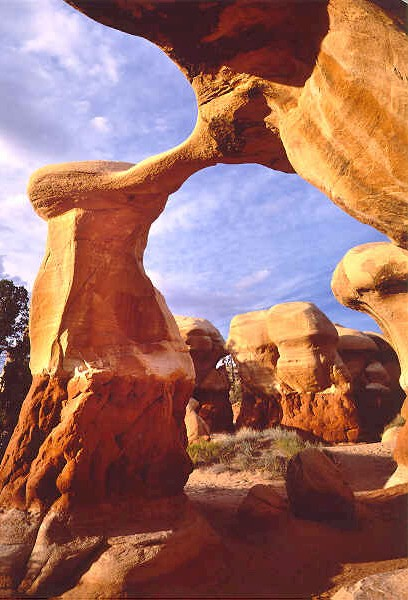
Metate Arch

Metate Arch – naturalny łuk skalny w stanie Utah w Stanach Zjednoczonych, na południowy wschód od Escalante w Parku Narodowego Arches znajduje się na terenie Devil’s Garden.